# Salvador Aparicio
Salvador Aparicio Íscar (Burgos, España, 12 de febrero de 1949 - 1 de enero de 2008) fue un exfutbolista español que se desempeñaba como defensa.
No debe confundirse con Salvador Ricardo Aparicio que fue la primera persona que entrenó e hizo jugar en una cancha al futbolista argentino Lionel Messi

## Clubes
| Club                  | País   | Año       |
| --------------------- | ------ | --------- |
| Real Valladolid C. F. | España | 1967-1977 |
| Palencia C. F.        | España | 1979-1981 |